# Marie Schlei

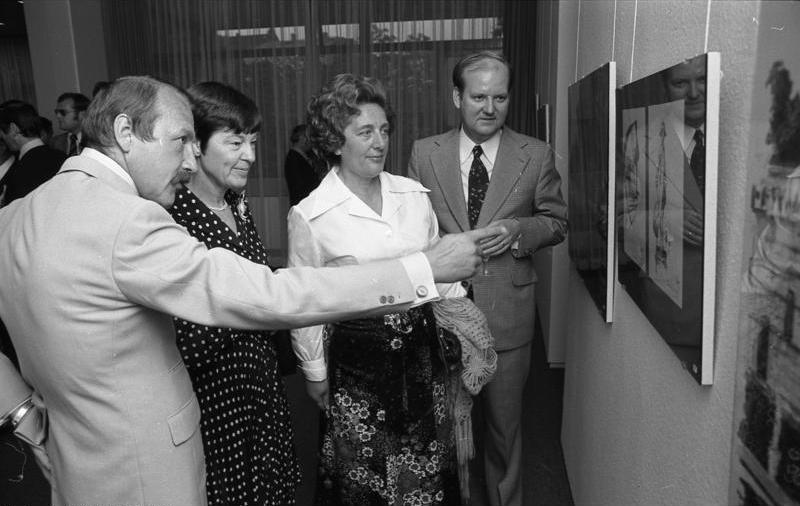
1974 mit Loki Schmidt und Dietrich Stobbe

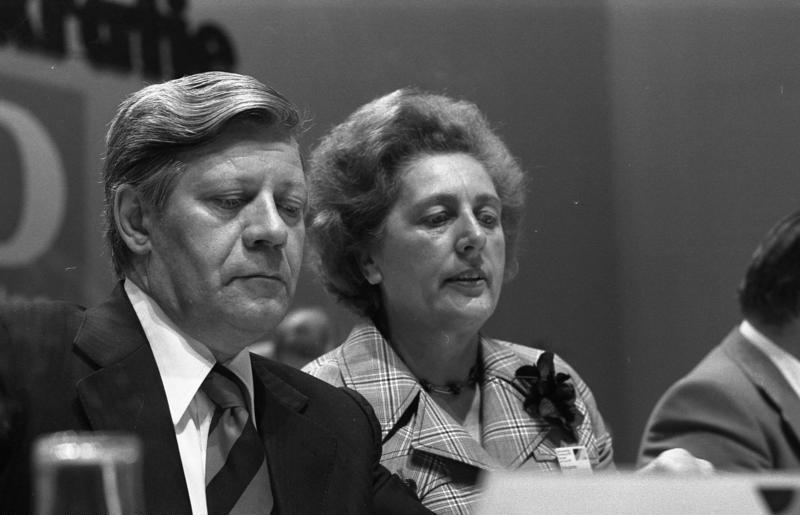
1976 mit Helmut Schmidt

Marie Schlei, geb. Stabenow, (* 26. November 1919 in Reetz, Kreis Arnswalde; † 21. Mai 1983 in Berlin) war eine deutsche Politikerin der SPD und von 1976 bis 1978 Bundesministerin für wirtschaftliche Zusammenarbeit.

## Ausbildung und Beruf

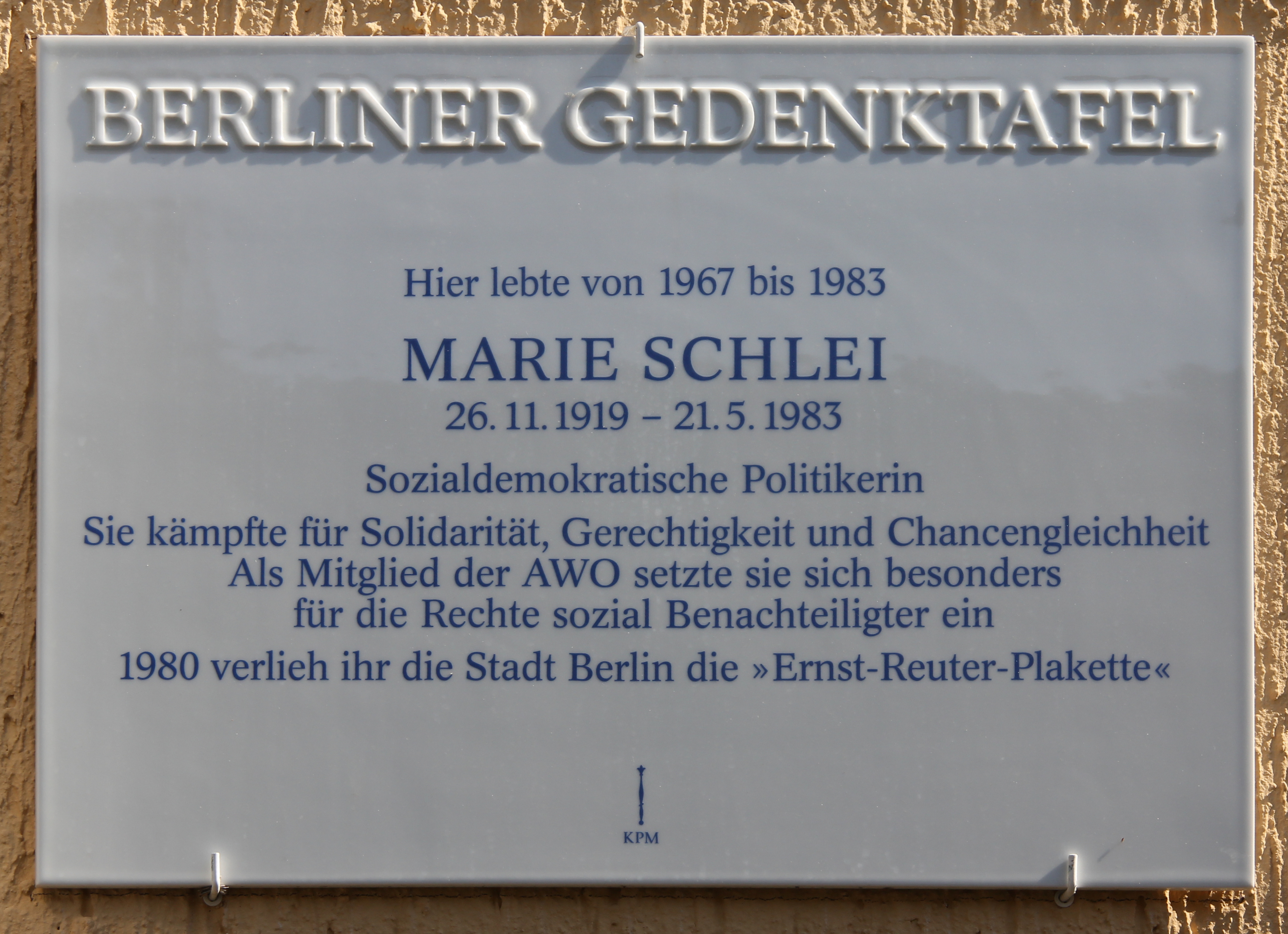
Berliner Gedenktafel am Haus, Allmendeweg 112, in Berlin-Tegel

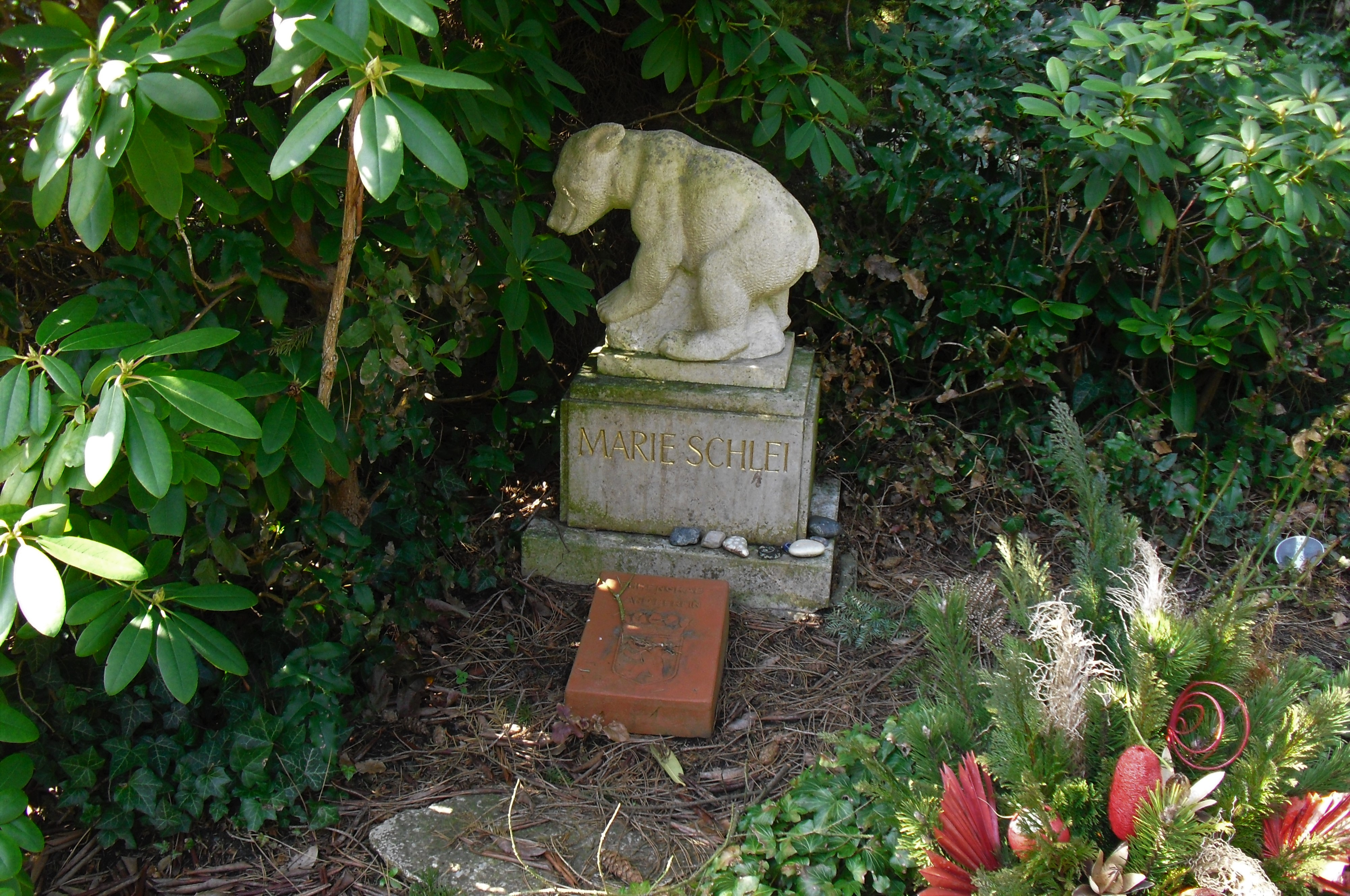
Marie Schleis Ehrengrab schmückt ein (Berliner) Bär

Nach der mittleren Reife absolvierte Marie Schlei die erste und zweite Lehrerprüfung, arbeitete als Verkäuferin sowie als Post- und Verwaltungsangestellte in der Kommunalverwaltung. 1945 floh sie aus Pommern ins Weserbergland. Sie war dann ab 1947 als Lehrerin bzw. Rektorin, zuletzt als Schulrätin tätig.

## Partei
Seit 1949 war Schlei Mitglied der SPD.

## Abgeordnete
Von 1969 bis zum 3. November 1981 war sie Mitglied des Deutschen Bundestages. Hier gehörte sie von 1973 bis 1974 dem Vorstand der SPD-Bundestagsfraktion an. Von 1978 bis 1980 war sie Vorsitzende des Außenpolitischen Arbeitskreises der SPD-Bundestagsfraktion und seit 1980 stellvertretende Vorsitzende der SPD-Bundestagsfraktion.

## Öffentliche Ämter
Von 1974 bis 1976 war Schlei Parlamentarische Staatssekretärin im Bundeskanzleramt. Nach der Bundestagswahl 1976 wurde sie am 14. Dezember 1976 als Bundesministerin für wirtschaftliche Zusammenarbeit in die von Bundeskanzler Helmut Schmidt geführte Bundesregierung berufen. Sie fiel durch rassistische Äußerungen wie „Die Neger sind wie die Juden, die riechen, ob man sie mag“ auf. Bei der Kabinettsumbildung im Frühjahr 1978 wurde sie nicht mehr berücksichtigt und schied daher am 16. Februar 1978 aus der Bundesregierung aus.

## Ehrungen
- 1980 bekam sie die Ernst-Reuter-Plakette des Landes Berlin.
- Schlei ist auf dem Martin-Luther-Kirchhof in Berlin-Tegel beigesetzt. Ihre Grabstätte ist ein Berliner Ehrengrab.
- 2009 wurde an ihrem ehemaligen Wohnhaus, Allmendeweg 112 in Berlin-Tegel, eine Berliner Gedenktafel angebracht.
- Ein in der Nähe gelegener Platz in Berlin erhielt 2013, an ihrem 30. Todestag, ihren Namen.[3]
- Die Marie-Schlei-Allee in Bonn erhielt 2011 ihren Namen.[4]
- Der Marie-Schlei-Weg in Bargteheide wurde nach ihr benannt.